# Kirnujärvi (insjö)
Kirnujärvi är en sjö i Pajala kommun i Norrbotten och ingår i Kalixälvens huvudavrinningsområde. Kirnujärvi ligger i Torne och Kalix älvsystem Natura 2000-område. Intill sjön ligger orten Kirnujärvi.